# Tadeusz Kosudarski

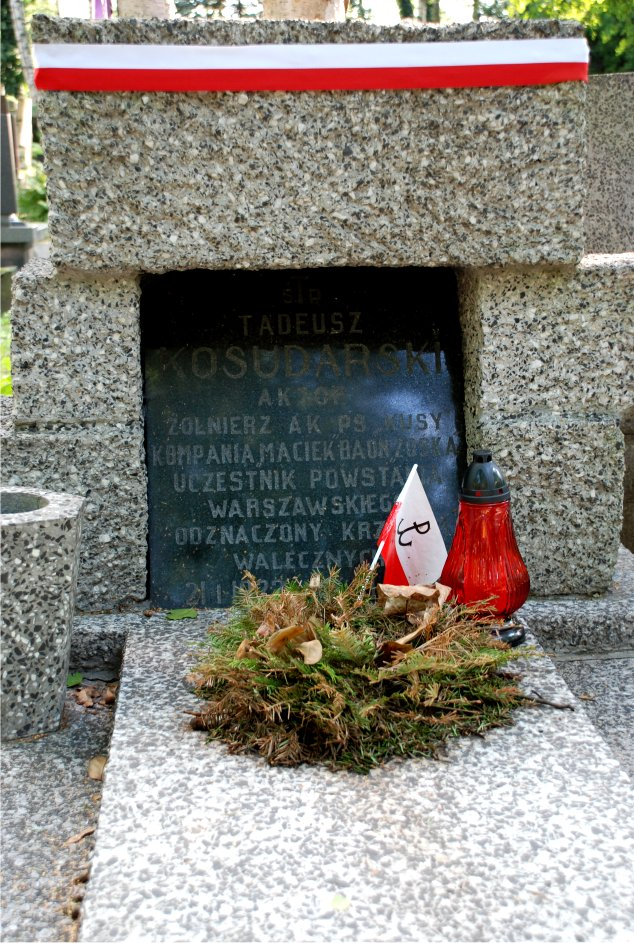
Grób Tadeusza Kosudarskiego na Cmentarzu Wojskowym na Powązkach

Tadeusz Kosudarski ps. „Kusy” (ur. 21 stycznia 1922 w Warszawie, zm. 14 listopada 1972 tamże) – polski aktor teatralny i filmowy, uczestnik powstania warszawskiego.

## Życiorys
Podczas okupacji niemieckiej był żołnierzem Harcerskich Grup Szturmowych - Szarych Szeregów. Walczył w powstaniu warszawskim w szeregach batalionu „Zośka”. Został odznaczony Krzyżem Walecznych. W 1947 ukończył Miejską Szkołę Dramatyczną w Warszawie. W latach 1947–1973 występował w Teatrze Polskim, Teatrze Powszechnym, Teatrze Nowej Warszawy, Teatrze im. Osterwy w Gorzowie Wielkopolskim, Powszechnym w Łodzi, Teatrze Ziemi Mazowieckiej.
Pochowany na Powązkach Wojskowych (kwatera 20B-5-6).

## Filmografia
- 1974 – Potop
- 1972 – Kwiat paproci jako klient
- 1971 – Złote Koło jako kierowca samochodu MO
- 1971 – Samochodzik i templariusze jako milicjant (odc. 4 i 5)
- 1971 – Zabijcie czarną owcę jako milicjant
- 1971 – Agent nr 1 jako SS-mann "Byk"
- 1970 – Spacer jako pułkownik Dubiel
- 1970 – Romantyczni jako wierzyciel Nawrockiego
- 1970 – Portfel jako milicjant
- 1970 – Pierścień księżnej Anny jako Krzyżak
- 1970 – Gniewko, syn rybaka jako Krzyżak (odc. 4)
- 1969 – Sąsiedzi
- 1969 – Pan Wołodyjowski jako szlachcic
- 1969 – Wyprawa w obronie ziemi jako Krzyżak
- 1967-1968: Stawka większa niż życie Oberst (pułkownik) Luftwaffe proponujący Dibeliusowi odwiezienie w odcinku „Żelazny Krzyż”
- 1967 – Kiedy miłość była zbrodnią jako lekarz
- 1965 – Śmierć w środkowym pokoju jako NSDAP-owiec
- 1965 – Sam pośród miasta jako celnik na lotnisku
- 1965 – Podziemny front jako powstaniec (odc. 6)
- 1964 – Pierwszy dzień wolności
- 1964 – Barwy walki jako plutonowy "Kruk"
- 1963 – Zbrodniarz i panna jako barman
- 1963 – Skąpani w ogniu jako syn Witocha
- 1963 – Ranny w lesie jako "Babinicz"
- 1963 – Ostatni kurs jako "Czarny"
- 1963 – Kryptonim Nektar jako dentysta Teodor Brylczy
- 1963 – Daleka jest droga jako podoficer
- 1961 – Przeciwko bogom jako pilot Zalewski
- 1960 – Krzyżacy jako brat Rotgier
- 1959 – Lotna jako ułan
- 1958 – Zamach jako dowódca patrolu żandarmów
- 1958 – Wolne miasto jako pocztowiec Grudzień
- 1958 – Baza ludzi umarłych jako Dzwonkowiak
- 1956 – Cień jako "Kubas"